# Simona Loizzo
Simona Loizzo (Cosenza, 20 febbraio 1965) è una politica italiana.

## Biografia
Nell'autunno 2021 si candida alle elezioni regionali in Calabria nella lista della Lega a sostegno del candidato presidente Roberto Occhiuto, venendo eletta. Ricopre il ruolo di capogruppo della Lega in Consiglio Regionale.
Nel 2022 si candida alle elezioni politiche come capolista della Lega alla Camera dei deputati, risultando eletta.
Si candida alle elezioni europee del 2024, nella circoscrizione Italia Meridionale, raccogliendo oltre 20000 preferenze personali, non risultando però eletta.